# 비비언 마이어
비비언 도로시어 마이어(Vivian Dorothea Maier, 1926년 2월 1일 ~ 2009년 4월 1일)는 미국의 사진가이다. 마이어는 40여년간 보모로 일을하며, 약 15만장에 달하는 사진과 영상을 찍었다. 한번도 세상에 발표된적 없던 사진들은 마이어의 창고 대여비 연체로 보관품들이 경매되어 세상에 알려지게 되었다. 3,000여점이 넘는 현상 사진, 필름, 영상을 낙찰 받은 존 말루프(John Maloof)가 이 사진들의 작가를 찾는 여정, 작품을 아카이빙하는 과정이 다큐멘터리 영화 《비비안 마이어를 찾아서》까지 제작되었고, 2013년 개봉하며 제87회 아카데미상 장편 다큐멘터리 부문에 후보로 올랐으나, 수상에는 실패했다.

## 한국 전시
- 2022년 8월 4일~ 11월 27일 서울 그라운드 시소에서 비비안 마이어 사진전 열린다. 한국 관객들에거는 처음으로 비비안 마이어와 그녀의 사진들을 만날 수 있는 전시이다.